# Kirchham, Passau
Kirchham là một đô thị ở huyện Passau bang Bayern thuộc nước Đức.